# USS Greeneville (SSN-772)
El USS Greeneville (SSN-772) es un submarino de la Clase Los Ángeles, y es el único buque de la armada de los Estados Unidos que ha sido nombrado en honor a la ciudad de Greeneville, Tennessee.  El contrato con su constructor,  Northrop Grumman Newport News Shipbuilding y Dry Dock Company de Newport News, Virginia, fue firmado el 14 de diciembre de 1988, y su quilla, fue puesta en grada el 28 de febrero de 1992.  fue botado el 17 de septiembre de 1994 amadrinado por Tipper Gore, y fue asignado el 16 de febrero de 1996, con el comandante Duane B. Hatch al mando.

## Historial operativo

### Colisión con elEhime Maru

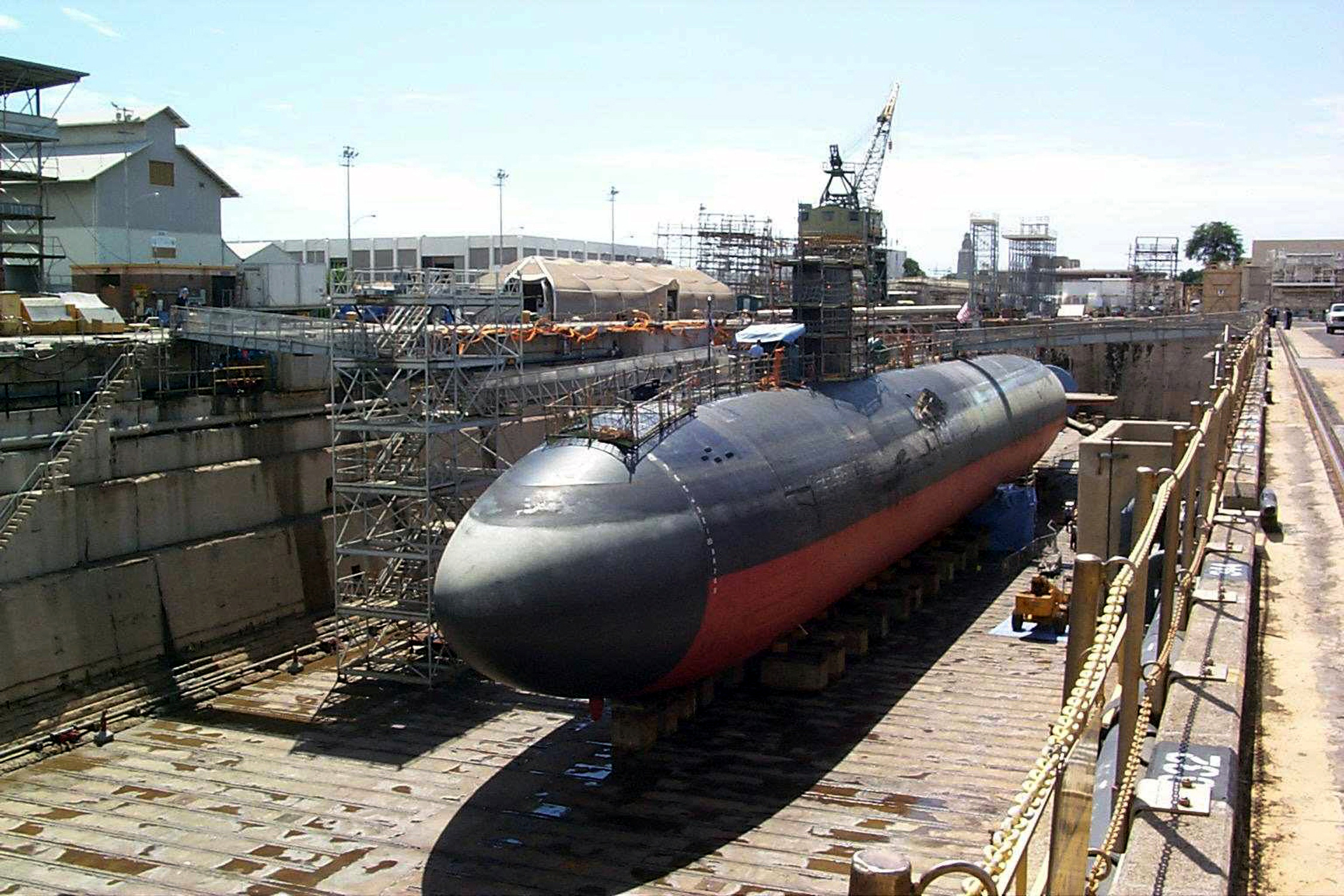
USS Greeneville en dique seco tras la colisión.

El 9 de febrero de 2001, mientras realizaba un simulacro de ascenso a superficie de emergencia, como demostración para civiles a bordo, el Greeneville impactó contra el pesquero japonés Ehime Maru (えひめ丸), causando el hundimiento del pesquero en menos de diez minutos, con la pérdida de 9 de sus tripulantes, incluidos cuatro estudiantes de instituto.  El comandante del  Greeneville, Scott Waddle, aceptó la plena responsabilidad por el incidente.  Sin embargo, tras realizarse una corte de investigación, se decidió que no era necesario un consejo de guerra y se permitió al comandante Waddle retirarse honorable.

### Incidente en Saipán
El 27 de agosto de 2001, el Greeneville encalló mientras entraba en el puerto de  Saipán.  El timón de profundidad y el motor secundario, sufrieron daños menores que precisaron reparaciones en dique seco. Su comandante David Bogdan, fue relevado del mando y el navegante y su auxiliar, fueron retirados de sus labores.  Adicionalmente, el navegante y el oficial ejecutivo, el teniente Gerald Pfieffer fueron encontrados culpables de "arriesgar el buque" por el almirante Joseph Enright, Comandante del séptimo grupo de submarinos.

### Colisión con el USSOgden
Posteriormente, el 27 de enero de 2002, menos de un año después de la collision con el Ehime Maru y cinco meses después de encallar, el Greeneville colisionó con el USS Ogden (LPD-5) durante una transferencia de personal en Omán, dicho choque, abrió un agujero de 130 por 460 mm en los tanques de combustible del Ogden que originó la pérdida de algunos galones de combustible.  Tras la colisión, ambos buques, abandonaron la zona por sus propios medios. 

### Servicios tras el 2002
Su comandante Lindsay R. Hankins permaneció al mando, 